# Oil & Gas Journal
Oil & Gas Journal是石油產業的一份周刊（期刊）。該周刊的总部位于美國俄克拉荷马州的塔尔萨，由出版商Paul Westervelt出版。 第一期期刊于1902年出版。1994年開始推出在線服務。